# IHG Hotels & Resorts
InterContinental Hotels Group (IHG), comercializado como IHG Hotels & Resorts, es una empresa hotelera multinacional británica con sede en Windsor, Inglaterra. Cotiza en la Bolsa de Valores de Londres y en la Bolsa de Valores de Nueva York. También es un componente del índice FTSE 100.